# تامر المسحال
تامر المسحال (مواليد 23 مارس 1983) هو صحفي وصانع أفلام وثائقية فلسطيني، عمل مع هيئة الإذاعة البريطانية ويعمل مع قناة الجزيرة، برز أثناء تغطيته للحروب الإسرائيلية على قطاع غزة، ثم في برنامج ما خفي أعظم.

## النشأة
وُلد تامر حسن إبراهيم المسحال في 23 مارس 1983 في مخيم الشاطئ، ونشأ في حي الشيخ رضوان شمال مدينة غزة لأسرة فلسطينية لاجئة من قرية الجورة قضاء عسقلان نتيجة حرب النكبة عام 1948.
تلقى تعليمه الابتدائي والإعدادي في مدارس وكالة الأمم المتحدة لإغاثة وتشغيل اللاجئين الفلسطينيين في غزة، ثم أكمل دراسته الثانوية في المدرسة النموذجية للطلاب الموهوبين التي أنشأها الرئيس ياسر عرفات عام 1998 ضمن الفرع العلمي. التحق بالجامعة الإسلامية في غزة مع اندلاع الانتفاضة الفلسطينية الثانية ودرس فيها الإعلام حيث حصل منها على درجة البكالوريوس عام 2004 بدرجة امتياز. غادر إلى المملكة المتحدة وحصل على درجة الماجستير في الإعلام الدولي من جامعة وستمنستر عام 2007 بدرجة امتياز.

## مسيرته المهنية
بدأ المسحال حياته الإعلامية متدربًا وهو طالبٌ جامعي في مكتبٍ لصحيفة القدس الفلسطينية في غزة، ثم انتقل متدربًا إلى مكتب هيئة الإذاعة البريطانية عام 2001 قبل أن يصبح منتجًا للأخبار ومترجمًا في القسم الدولي فيها، وعُين عام 2006 مراسلًا من غزة للقسم العربي في الهيئة.
في شهر مارس 2008 انضم للعمل في قناة الجزيرة مراسلًا لها من قطاع غزة. برز المسحال أثناء مشاركته في تغطية للحروب الإسرائيلية على قطاع غزة في الأعوام 2008 و2012 و2014، بالإضافة إلى تغطية آثار الحصار الإسرائيلي على قطاع غزة من خلال إنتاج قصص وتغطيات مباشرة متعددة.
في عام 2020، كان واحدًا من 36 صحفيًا في قناة الجزيرة تم اختراق هواتفهم من قبل مجموعة مرتبطة بالمملكة العربية السعودية والإمارات العربية المتحدة باستخدام برنامج بيغاسوس الاسرائيلي.

### الثورات العربية
امتد نشاط المسحال حيث قام بتغطية أحداث الحرب الأهلية الليبية ضد نظام معمر القذافي عام 2011، كما غطى أحداث الحرب الأهلية السورية عام 2013، والانتخابات الرئاسية المصرية عام 2012.

## أفلام أنتجها
أنتج تامر المسحال عددًا من الأفلام الوثائقية لصالح شبكة الجزيرة كان أبرزها:
- «سرت.. مسارات الحسم»، فيلم وثائقي أنتجه خلال تغطيته أحداث الثورة الليبية.
- «خزاعة.. الكارثة والبطولة»، تناول المجزرة التي ارتكبتها قوات الاحتلال الإسرائيلي أثناء اجتياحها البلدة ضمن الحرب البرية على قطاع غزة في يوليو 2014.[7]
- «رفح.. الاتصال مفقود»، وهو فيلم استقصائي لبرنامج الصندوق الأسود، تحدث عن تفاصيل الاجتياح الإسرائيلي لرفح في أغسطس 2014 واختفاء الجندي الإسرائيلي هدار غولدن.[8]
- «غزة.. دموع وانتصار».[9]

### برنامج ما خفي أعظم
وهو برنامج استقصائي يتناول قضايا هامة غامضة من مختلف دول العالم ويقدمه تامر المسحال. حيث تناول فيه قضايا عديدة أهمها قضية مقتل عمر النايف في السفارة الفلسطينية في بلغاريا، ومقتل التونسي محمد الزواري، والمحاولة الانقلابية في قطر 1996، وتفاصيل فشل العملية السرية لوحدة سيرت متكال في قطاع غزة.
في سبتمبر 2023 قامت ميتا المالكة لفيسبوك بمحي صفحته الشخصية مؤقتًا في أعقاب بثّ حلقة "الفضاء المغلق" في "برنامج ما خفي أعظم" حيث تناولت الحلقة انحياز فيسبوك في حظر مواضيع سياسية وبشكل أخص في تعامل فيسبوك مع منشوارت تتعلق بالعالم العربي والقضية الفلسطينية.

## جوائز
- حصل المسحال عامي 2012 و2014 على جائز أفضل مراسل عربي من منتدى الإعلاميين الشباب العرب.[5]
- في 2015، منحت كلية كامبردج البريطانية الدولية للغات درجة الماجستير الفخرية في إدارة الأعمال تقديرا لتميزه وإبداعه الإعلامي في تغطياته المختلفة ولدوره في تطوير قدرات الإعلاميين الفلسطينيين الشباب.[5][18]

## روابط خارجية
- تامر المسحال على موقع IMDb (الإنجليزية)